# 克列茨基农村居民点
克列茨基农村居民点（俄语：Клетское сельское поселение）是俄罗斯联邦伏尔加格勒州中阿赫图巴区所属的一个农村居民点。其下辖有8个居民点，行政中心为克列茨基。据2016年统计，该农村居民点的人口为3463人。